# Matteo Zennaro
Matteo Zennaro   (Mestre, 30 d'abril de 1976) és un esportista italià ja retirat que va competir en esgrima, especialista en la modalitat de floret.
Va participar en els Jocs Olímpics de Sidney 2000, i hi va obtenir una medalla de bronze en la prova per equips (juntament amb Daniele Crosta, Gabriele Magni i Salvatore Sanzo).
Va guanyar una medalla de plata en el Campionat Mundial d'Esgrima de 1999 i tres medalles en el Campionat d'Europa d'esgrima entre els anys 2000 i 2004.

## Palmarès internacional
| Jocs Olímpics      | Jocs Olímpics            | Jocs Olímpics | Jocs Olímpics     |
| Any                | Lloc                     | Medalla       | Prova             |
| ------------------ | ------------------------ | ------------- | ----------------- |
| 2000               | Sydney ( Austràlia)      | 3             | Floret per equips |
| Campionat del món  |                          |               |                   |
| Any                | Lloc                     | Medalla       | Prova             |
| 1999               | Seül ( Corea del Sud)    | 2             | Floret individual |
| Campionat d'Europa |                          |               |                   |
| Any                | Lloc                     | Medalla       | Prova             |
| 2000               | Funchal ( Portugal)      | 3             | Floret per equips |
| 2002               | Moscou ( Rússia)         | 1             | Floret per equips |
| 2004               | Copenhaguen ( Dinamarca) | 3             | Floret per equips |